# Fót
Fót je grad u Mađarskoj. Fót je značajan grad u Peštanskoj županiji, a istovremeno i važno predgrađe glavnog grada Budimpešte.
Prema podatcima iz 2009. ima 18 365 stanovnika.

## Položaj grada
Grad Fót se nalazi u sjeveru Mađarske, 20 kilometara sjeveroistočno od Budimpešte. Nalazi se na nadmorskoj visini od 145 metara.

## Galerija
- Reformatska crkva
- Katolička crkva
- Dvorac u Fótu
- Nova ulica

## Vanjske poveznice
- fot.god.hu Službena stranica gradske uprave Fota[neaktivna poveznica] (mađ., eng.)